# كرد سفلي
كرد سفلي هي قرية في مقاطعة تيران وكرون، إيران. عدد سكان هذه القرية هو 784 في سنة 2006.